# Gas mixt
El gas mixt o gas pobre, és una barreja de N₂ CO, CO₂ i H₂, que s'obté per la combustió de carbó o de fusta en ambient d'aire i vapor d'aigua, unint d'aquesta manera el procés de producció del gas de fusta i el procés de producció del gas d'aigua, en un sol procés.
Les reaccions que es produeixen són:
C + O₂ → CO₂ ΔH= -97.000 cal
C + H₂O → CO + H₂ ΔH= +28.400 cal
2 C + O₂ → 2 CO ΔH= -58.800 cal
CO + H₂O(g) → CO₂ + H₂ ΔH= -9800cal
CO₂ + C → 2 CO (equilibri de Boudouard)
Cal assegurar-se que la calor despresa per les reaccions de combustió sigui suficient per a compensar l'absorbida per les reaccions endotèrmiques entre el vapor d'aigua i el carbó, la perduda per convecció i radiació i encara en quedi la suficient per mantenir el gasificador a l'elevada temperatura necessària perquè continuï tot el procés.